# American Hot Rod
American Hot Rod foi um programa de televisão produzido pelo Discovery Channel e  Discovery Turbo, entre 2004 e 2008; um "reality show" que retratava o dia-a-dia na oficina de Boyd Coddington construindo veículos no estilo "Hot Rod".
Teve como protagonistas Boyd Coddington ,Duane Mayer,  Mike Curtis ,  Blue bear (Chad`s),Scott Parker ,  Charley Hutton   . O falecimento de Boyd em 27 de fevereiro de 2008, devido a complicações de uma cirurgia, encerrou a continuidade da série. Mesmo após o seu encerramento, a série, muito popular, foi reprisada diversas vezes e em diversos horários, mas foi retirada da grade do canal  Discovery Turbo.
No Brasil existem várias legiões de fans desses carros modificados, inclusive clubes destinados apenas a hotrods.

Boyd Coddington 1944-2008.

Os projetos mais conhecidos de Boyd são :  Alumatub  ,  56 impala  ,  Boydster  ,  Budlight .

Site oficial 
http://www.boydcoddington.com/